# Trachea aqualani
Trachea aqualani là một loài bướm đêm trong họ Noctuidae.